# 国際連合安全保障理事会決議2085
国際連合安全保障理事会決2085（こくさいれんごうあんぜんほしょうりじかいけつぎ2085、英: United Nations Security Council Resolution 2085）は、2012年12月20日に国際連合の安全保障理事会において採択された、マリ情勢に関する決議。略称はUNSCR2085。

## 概要
決議はマリ共和国北部におけるテロリスト集団及び犯罪者集団らの活動が地域及び国際社会全体に対する喫緊の脅威であることを認め、国連憲章第7章に基づく行動として、マリ北部地域奪還のため、アフリカ主導マリ国際支援ミッション (AFISMA)を設置し、AFISMAを介してマリ暫定政府軍を支援することを承認。
また国連事務総長に対し、マリ暫定指導部との協議の下、マリ領内に「多領域に渡る国連の駐留を確立すること」 (“multidisciplinary United Nations presence in Mali”)を要請し、AFISMAに対し、欧州連合 (EU) 及びその他の協力国とともに、マリ暫定指導部の自国民を保護する責任を担えるようにするために「必要なあらゆる措置」 ("all necessary means") の使用を認めた。
具体的な決議事項は全部で24項目に及び、「政治的プロセス」と「治安維持プロセス」に分かれており、後者は6つの分岐項目から構成される。
決議は全会一致で採択された。

## 本文
以下を決議した。

### 政治的プロセス
1. マリ暫定指導部に対し、2012年4月6日にECOWAS (西アフリカ諸国経済共同体) と締結した枠組協定に基づき、2013年4月までに選挙を行うことなどを含む広範かつ包括的な政治的対話を通じて暫定的なロードマップに合意するよう要請
、国連事務総長にECOWASとAUの協力の下、マリ暫定政府がロードマップを実行することへの支援を要請、またマリ暫定政府に確実な履行を強く促す

2. マリ反政府勢力に対し、テロリスト組織とくにAQIM (イスラーム・マグリブ諸国のアル＝カーイダ機構) との全ての関係を途絶し、これを目に見える形で実施することを要求
、MUJIWAを制裁リストに加えること

3. マリ暫定指導部に対し、マリ北部で活動する全ての紛争当事者との協議を可能にする信頼できる枠組みの構築を早急に目指すことを要請

4. 2012年12月11日に発生したマリ首相の辞任と政府の解散に繋がった一連の事態を批難するとともに、マリ政府軍に対し、マリ暫定指導部の活動を妨害することのないよう再び強調

5. 国連加盟国に対し、決議1989 (2011年) 及び決議2083 (2012年) に基づきその義務を履行することを要請するとともに、サヘル地域におけるマリのアル＝カーイダによる誘拐及び人質の拘束を強く批難

### 治安維持プロセス

#### マリ政府軍の訓練
6. マリ領内における長期的な治安と安定を保ちマリの人民を保護するには、マリ国防軍及び治安部隊の確立を再配備が必要であることを強調

7. 国連加盟国、地域機関及び国際機関に対し、国際人権法及び人道法に係わる啓蒙を含む軍事訓練、能力開発等に関する地域的・国際連携を要請

8. 国連加盟国及び国際機関によるマリ国防軍及び治安部隊の能力再構築における取組み (欧州連合によるマリ国防軍及び治安部隊に対する軍事訓練及び顧問活動を含む) を確認

#### AFISMAの派遣
9. 次の活動を実施するためにマリの主権と領土保全を最大限尊重しつつ、適切な国際人道法、国際人権法に従って必要なあらゆる措置を行使することのできるアフリカ主導のマリ国際支援ミッション（African-led International Support Mission in Mali：AFISMA）を所定期間1年の任期で派遣することの承認を決定：

(a) 欧州連合及びその他の国連加盟国を含む国際パートナーの緊密な連携によって実施されるマリ国防軍及び治安部隊の再構築に貢献すること
(b) テロリスト、過激派勢力、並びに武装勢力により占拠されている北部地域をマリ政府当局が奪還できるよう支援すること
(c) マリ暫定指導部が治安の維持と国家の統治を確立をするために必要な安定化活動を支援すること
(d) マリ暫定指導部が人民を保護する責任を担えるように支援すること
(e) 文民主導による人道支援及び国内避難民 (IDP) や難民の任意帰還の支援が実施可能な環境の構築を人道支援アクターらとの緊密な連携により支援すること
(f) AFISMAの人員、機関、施設、装備及び任務を守り、同人員の安全と移動の自由を確保すること
10. ECOWASとの緊密に連携するアフリカ連合、国連事務総長、その他の国際機関及び二国間で協力するパートナーに対し、60日ごとにAFISMAの派遣及び活動状況について国連安保理に報告することを要求。これには、マリ北部に対する攻勢をかける前の段階で求められる次のことを含む。

(i)憲法秩序の回復へ向けたロードマップ、マリ国内のテロ組織と関係を絶った勢力との交渉を含むマリでの政治的プロセスの進捗
(ii) 国際人権法と国際人道法、難民に関する国際法の下にAFSIMA並びにマリ国防軍及び治安部隊の軍事・警察力訓練に関する評価
(iii)リーダーシップ、装備、気候への適応、法的な部分、空爆と地上作戦など AFISMAの任務対応能力に関する評価
(iv) AFISMAの指揮系統に関する評価、以前の状況に戻っているかのモニタリングを行うこと
11. 攻勢を仕掛ける前に軍事作戦計画を改良する必要があることを強調
、AFSIMAの展開のためにECOWAS、AU、近隣諸国などが支援すること、進展状況を安保理に報告すること、それを国連事務総長は追認することを要請

12. 国連事務総長に対して、マリ暫定指導部の要請に応じて、国民的対話、地域協力、安全保障分野改革、潜在的な動員解除、武装解除、戦闘員の社会復帰の促進などといったマリ北部における軍事活動を展開する上で危機的な地域における支援を要請

#### 国際支援
13. サヘル地域周辺国を含む国連加盟国に対し、AFISMAに部隊を派遣すること、これに関わるECOWAS、AU、国連に協力を要請

14. 国連加盟国、地域機関及び国際機関に対し、軍事訓練、装備の提供、機密情報、兵站支援等必要なあらゆる分野についてAFISMAに対する連携した支援を提供することを要請

15. マリ暫定指導部及びマリ国内のその他の勢力に対し、AFISMAの派遣及び作戦展開について十全な協力を提供すること、近隣諸国からの協力を要請

16. 全ての当事者に対し、人道支援関係者及び物資の安全と保全を確保することを要求するとともに、マリ国内の全ての当事者に対し、国際人道法、国際人権法、難民に関する条約、人道支援の原則の下にマリ領内における支援の必要な人間に対するあらゆる支援の提供が妨げられないようにすること要請

#### 人権保護
17. マリ領内における文民を保護する第一義的な責任はマリ暫定指導部にあることを強調。そのため、改めて武力紛争における文民保護に関する決議1674 (2006)、決議1738 (2006) 、決議1894 (2009)、同・児童の保護に関する決議1612 (2005)、決議1882 (2009) 及び決議1998 (2010) 、同・女性と平和と安全に関する決議1325 (2000)、決議1820 (2008), 決議1888 (2009)、決議1889 (2009)及び決議1960 (2010)を想起し、マリ領内の全ての軍隊に対し、これら決議を尊重することを要請

18. 国際連合、地域機関、準地域機関及び国連加盟国によりマリにおいて実施される軍事活動の一環として提供される支援は全て、国際人権法、国際人道法並びに難民法を遵守した上で実施されなければならないことを強調するとともに、さらに、国連事務総長に対し、下記23項において触れる国連のプレゼンスにおける適当な能力を確保するにあたっても上記事項が遵守されること、並びに、上記事項の遵守状況について下記24項が参照する国連事務総長の安保理定例報告に含まれなければならないことを強調

19. AFISMAに対し、マリ領内における重大な人権侵害及び国際人道法違反行為に関しては法廷に持ち込み、国際刑事裁判所を含む国内及び国際的な取組みに協力することを要請

#### 資金確保
20. 国連加盟国及び国際機関に対し、AFISMAの派遣と任務を完了できるよう財政的な支援を要請し、またEUがすでにアフリカ平和機構 (African Peace Facility) を通じて当該財政支援を行う意向であることを歓迎

21. 安保理が、AFISMAに対する任意及び国連提供の兵站支援パッケージを用意する意向であることを表明

22. 国連事務総長に対し、国連加盟国がAFISMAあるいはマリ国防軍及び治安部隊に対する割当予算であるかないかにかかわらず資金を蓄積できる信託基金を設立することを要請するとともに、さらに、AU及びECOWASとの連携により、可及的速やかにドナー会合を開催することを要請し、また国連加盟国に対しては、当該信託基金への拠出を要請

#### 国連のプレゼンスと報告
23. 国連事務総長に対し、マリ暫定指導部と協議の上、次のことに対する協調した明確な支援を可能にするために「多領域に渡る国連の駐留」を確立することを要請：

(i) 進行中の政治的プロセス
(ii) 治安維持プロセス、AFISMAの展開と作戦、国連事務総長が詳細な提案を安保理にすることを要請
24. 国連事務総長に対し、マリでの状況を定期的に安保理に報告すること、並びに、マリの危機に対する国連の政治的、軍事的支援、AFISMAの展開や作戦、ファンドの状況を含み決議の実行に関しての報告を書面にて90日ごとに行うことを要請